# Барж (Горња Лоара)
Барж (фр. Barges) насеље је и општина у централној Француској у региону Оверња, у департману Горња Лоара која припада префектури Пиј ан Веле.
По подацима из 2011. године у општини је живело 73 становника, а густина насељености је износила 10,4 становника/km². Општина се простире на површини од 7,02 km². Налази се на средњој надморској висини од 1 080 метара (максималној 1 258 m, а минималној 945 m).

## Демографија
| 1962. | 1968. | 1975. | 1982. | 1990. | 1999. | 2011. |
| ----- | ----- | ----- | ----- | ----- | ----- | ----- |
| 136   | 159   | 135   | 113   | 105   | 73    | 73    |

График промене броја становника у току последњих година